# 디미터르 페네프
디미터르 두슈코프 페네프(불가리아어: Димитър Душков Пенев, 1945년 7월 12일 ~ )는 불가리아의 전 축구 선수이다. 그는 불가리아 축구 국가대표팀으로 90경기 2골을 기록했다. 또한 페네프는 선수로서 불가리아 대표팀의 일원으로 1966년 FIFA 월드컵, 1970년 FIFA 월드컵, 1974년 FIFA 월드컵에 출전하였으며 감독으로 1994년 FIFA 월드컵에 출전하여 불가리아의 4강 신화를 이끌었다. 그는 선수 생활을 소피아의 두 클럽인 PFC 로코모티프 소피아와 PFC CSKA 소피아에서만 보냈으며, 감독 경력도 CSKA 소피아에서 많이 보냈다.
한편, 3년 연속 정규리그 성적 부진 탓인지 1996년을 끝으로 물러난 조영증 후임 LG 감독 물망에 올랐으나 불발되기도 했다.
1. ↑  신성은 (1996년 11월 19일). “프로축구 사령탑 큰폭 물갈이”. 중앙일보. 2023년 7월 13일에 확인함.